# Famciclovir
Il famciclovir è un farmaco antivirale utilizzato nel trattamento dell'herpes orolabiale ricorrente e no in pazienti con AIDS, dell'herpes zoster e dell'herpes genitale (primo episodio o ricorrente).

## Farmacocinetica
Il famciclovir è il profarmaco del 6-deossi-penciclovir, analogo aciclico dell'adenosina. Assunto per via orale (biodisponibilità circa 75%), viene veicolato dal sistema portale fino al fegato dove viene convertito, per rottura dei legami esterei acetilici, nella sua forma attiva, il penciclovir. In questo senso, rispetto allo stesso penciclovir e all'aciclovir la cui escrezione renale rapida comporta la necessità di somministrare più dosi al giorno per ottenere l'efficacia terapeutica, l'utilizzo del famciclovir consente il dilazionamento (ogni 8 ore invece che ogni 5) della somministrazione grazie alla lenta dismissione del composto farmacodinamicamente attiva da parte del profarmaco. Una volta entrato nelle cellule, il penciclovir subisce la fosforilazione da parte della chinasi virali con formazione di penciclovir trifosfato. Tale composto ha un'emivita intracellulare di 10 ore nelle cellule infettate da HSV-1, di 20 in quelle infettate da HSV-2 e di 7 in quelle infettate da VZV.

## Farmacodinamica
Uno volta entrato nelle cellule, il derivato attivo del famciclovir (penciclovir), viene attivato per la fosforilazione catalizzata dalla timidina chinasi virus specifica. Il composto derivante inibisce competitivamente la DNA polimerasi del virus, ostacolando la sintesi dello stesso DNA virale. Tale effetto si estrinseca nei confronti di:
- HSV-1 (virus dell'herpes simplex labiale)
- HSV-2 (virus dell'herpes simplex genitale)
- VZV (virus della varicella-zoster)
- EBV (virus della mononucleosi infettiva)
- HBV (virus dell'epatite B)

Benché sia provata l'efficacia in vitro del famciclovir verso questi virus, mancano a oggi dati significativi sull'efficacia clinica per la mononucleosi infettiva e l'epatite virale B.

## Impiego clinico
Il famciclovir è usato per le malattie derivanti dall'infezione dei virus HSV e VZV. In questo senso il famciclovir può essere utilizzato in:
- Primo episodio di herpes genitale, dosaggi da 250 a 500 mg ogni 8 ore.
- Herpes genitale ricorrente, associato spesso a terapia topica, con dosaggi di 125 mg ogni 12 ore
- Trattamento del herpes orolabiale ricorrente in pazienti con immunodeficienza. Dosaggi pieni (500 mg) ogni 8 ore.[2]
- Herpes Zoster, 500 mg ogni 8 ore per almeno 7 giorni.

## Effetti avversi
Il famciclovir può causare disturbi gastrointestinali come gastralgia, dispepsia e nausea (limitabili con l'assunzione del farmaco dopo i pasti), diarrea e cefalea.